# Aphthona gressitti
Aphthona gressitti es un coleóptero de la familia Chrysomelidae. Fue descrita científicamente por primera vez en 1998 por Konstantinov.